# میرزا

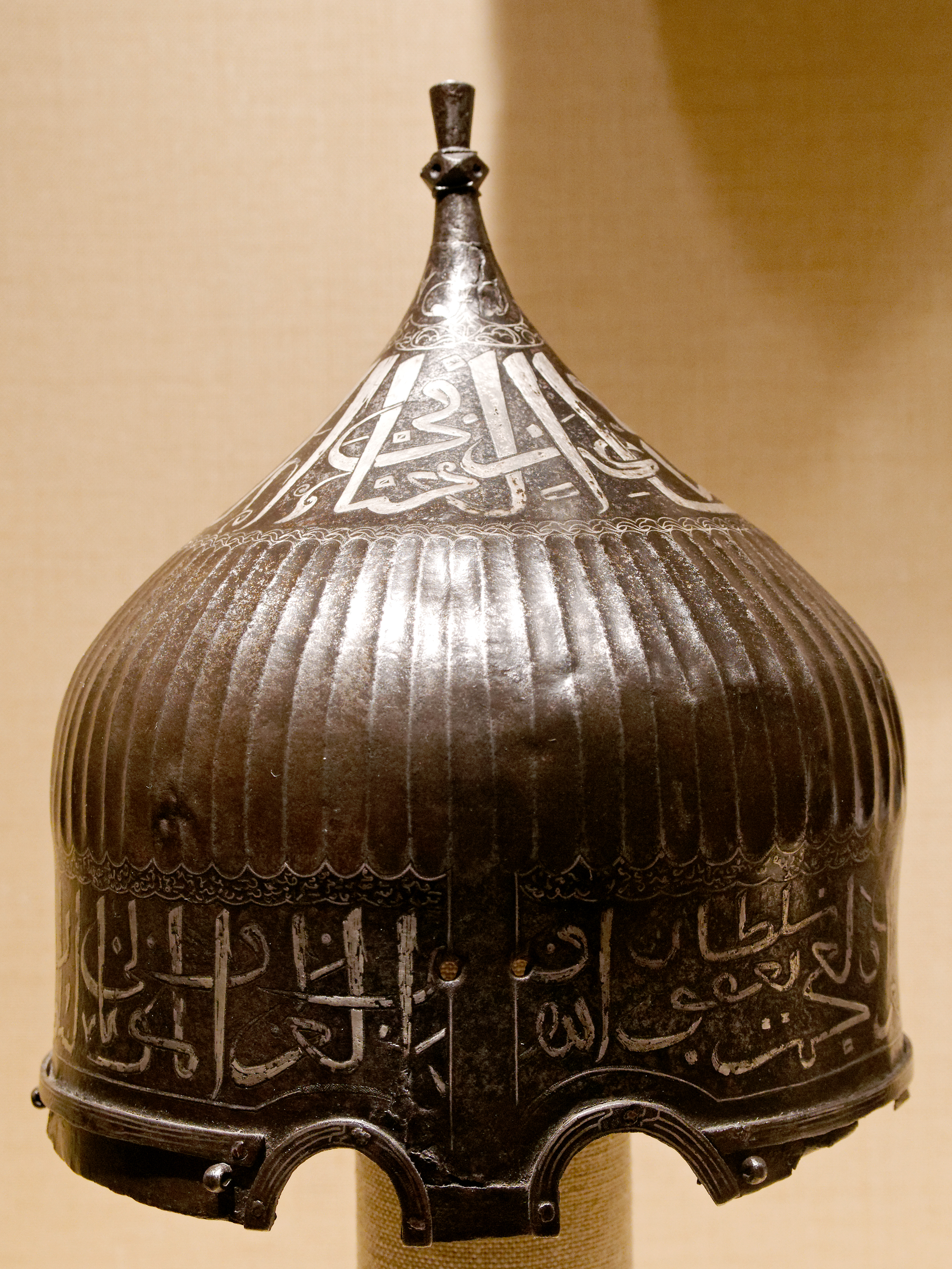
کلاه عمامه ای که به نام سلطان یعقوب از آک کویونلو (ترکمان گوسفند سفید) حک شده است.

میرزا یا امیرزا مخفف میرزاده، میرزاد و امیرزاده است و به عنوان لقب برای شاهزادگان، سردارزادگان و افراد باسواد استفاده می‌شود.
در جامعه ایران صفوی، هنگامی که واژه «میرزا» پس از نام به کار می‌رفت، مانند «تهماسب میرزا»، به معنای «شاهزاده» بود و به فردی از خاندان سلطنتی اشاره داشت. اما اگر «میرزا» پیش از نام قرار می‌گرفت، مانند «میرزا ابراهیم» یا «میرزا تقی»، نشان‌دهنده تعلق فرد به طبقه دیوانی و ادیبان (بروکرات‌ها و فرهیختگان) بود.

## معنای واژه
میرزا یا امیرزا مخفف میرزاده، میرزاد و امیرزاده است که الف آن در اثر استفادۀ زیاد حذف شده‌است. در لغتنامه دهخدا، چند معنی زیر برای آن برشمرده شده‌است:
- از القاب شاهزادگان
- از القاب سردارزادگان
- مردم شریف و پاک‌نژاد
- مردم شاد و مغرور
- کاتب، نویسنده و منشی
- کسی که مادرش علویه باشد

## پیشینه
میرزا در ابتدای دوران قاجار به کسانی گفته می‌شد که تحصیلات و سواد بسیار بالایی داشتند؛ مانند میرزا صالح. این لقب ارزش و اهمیت اجتماعی بالایی داشت و از این رو برای برخی از سیاستمداران و صاحب‌منصبان والامقام نیز از این لقب استفاده می‌شد؛ مانند میرزا تقی‌خان فراهانی.
ناصرالدین شاه لقب میرزا را به کارکنان وزارتخانه‌ها اعطا کرد تا به آنها هویت مشترکی ببخشد. در این دوران میرزا با معنی «اهل قلم» مترادف شد. میرزایان در این دوره کلاهی با لبۀ خاکستری بر سر می‌گذاشتند که آنها را از تجار و علما و همچنین از کارمندان عالی‌رتبۀ امپراتوری عثمانی (که کلاهی با لبۀ قرمز بر سر می‌گذاشتند) متمایز می‌کرد. این شغل به صورت خانوادگی و موروثی منتقل می‌شد و پیشینۀ بعضی از این خانواده‌ها به ابتدای سلسلۀ قاجار یا حتی دوران صفویه می‌رسید. این کارمندان حقوق منظمی دریافت نمی‌کردند، اما مقام خود را مانند یک دارایی با دیگر میرزایان معامله می‌کردند. در آن دوران، اسناد دولتی دارایی شخصی میرزایان تلقی می‌شد. عموما استفاده از لقب میرزا قبل از نام افراد، دلالت بر این معنا داشت. به تدریج لقب میرزا برای روحانی‌ها نیز مورد استفاده قرار گرفت؛ ابتدا برای روحانیان متوسط مانند میرزا رضا کرمانی و سپس برای روحانیان عالی‌رتبه مانند میرزای شیرازی.
لقب میرزا در زمان قاجار در صورتی که پس از نام افراد می‌آمد، نشانه شاهزادگی بود؛ مانند کامران میرزا و عباس میرزا.
این لقب، بعدها عمومیت بیشتری پیدا کرد و هر کس که مختصر سواد خواندن و نوشتن داشت یا تحصیل را آغاز کرده بود، میرزا خوانده شد.
به کسانی که مادرشان سید هست و از طریق مادر به سادات میرسند میرزا میگویند« افراد میرزا همانند سادات دارای احترام هستند و از نظر برخی مراجع امکان استفاده از چفیه سبز را نیز دارند. آن‌ها از نسل پیامبر اسلام، محمد، محسوب می‌شوند.